# Karl Otto (Architekt)
Karl Otto (* 25. August 1904 in Charlottenburg bei Berlin; † 29. März 1975 in Berlin) war ein deutscher Architekt, Hochschullehrer und Direktor der Staatlichen Hochschule für bildende Künste in Berlin-Charlottenburg.

## Ausbildung und frühe Tätigkeit

### Schulbesuch und Studium in Berlin
Karl Otto wurde als Sohn des Bildhauers Wilhelm Otto und seiner Frau Emma, geborene Grüneberg, in Charlottenburg geboren. Ein Jahr zuvor, am 24. Juli 1903, war seine Schwester Ingeborg zur Welt gekommen. Karl Otto besuchte das Städtische Realgymnasium zu Charlottenburg und erhielt am 9. März 1923 das Reifezeugnis, das Kaufmann als Berufsziel nennt. Otto begann jedoch im Wintersemester 1923 ein Studium der Architektur an der Technischen Hochschule Berlin-Charlottenburg. Hierfür war ein handwerkliches Praktikum notwendig, das er vom 16. April bis 29. September 1923 bei der Berlin-Anhaltischen Maschinenbau AG (BAMAG) in Berlin-Moabit ableistete. Er arbeitete in den Abteilungen Modelltischlerei, Dreherei und Schlosserei; auf der Beurteilung heißt es dazu, dass er sich „beachtenswerte Kenntnisse in der Praxis erworben“ hatte.
Während des Studiums nahmen Karl Otto und einige seiner Kommilitonen, die zu der studentischen Arbeitsgruppe Arbeitskreis der neuen Form unter der Leitung von Richard Rothschild gehörten, Kontakt zu den in Berlin tätigen Architekten des Neuen Bauens wie Ludwig Mies van der Rohe, Hugo Häring, Erich Mendelsohn, Max und Bruno Taut, Ludwig Hilberseimer sowie den Brüdern Hans und Wassili Luckhardt auf. Bei einem Besuch in seinem Atelier bot Ludwig Mies van der Rohe Karl Otto und seinen Kommilitonen Wilhelm Pabst und Kurt Liebknecht die Mitarbeit an seinem Häuserblock für die Weißenhofsiedlung Stuttgart an, die im Rahmen der Werkbundausstellung 1927 unter Mies’ Gesamtleitung errichtet wurde. Nachdem Karl Otto 1926 das Vordiplom bestanden hatte, wurde er zum Wintersemester 1926/1927 in das Seminar von Hans Poelzig aufgenommen. Er wurde Mitglied der von seinem Kommilitonen Hermann Zweigenthal initiierten Gruppe Junger Architekten (G.J.A.). Auch in Poelzigs Atelier war Karl Otto ab 1927 während seiner Studienzeit tätig, arbeitete aber gleichzeitig an verschiedenen Projekten im Atelier von Ludwig Mies van der Rohe mit. Im Februar 1929 schloss Karl Otto seine Hochschulausbildung mit dem Diplom ab. Neben seinem Architekturstudium hatte er auch als Gaststudent Seminare an der Kunstgewerbeschule Charlottenburg besucht, an der sein Vater lehrte.

### Erste Tätigkeit als Architekt
Nach Abschluss seines Studiums trat Karl Otto am 1. März 1929 in das Atelier von Ludwig Mies van der Rohe ein. Er wurde in die Planungen zur Deutschen Abteilung der Weltausstellung 1929 in Barcelona einbezogen, die unter Mies’ Leitung entstand. Nach seiner Rückkehr nach Berlin im Juli 1929 fand Karl Otto noch im selben Monat eine Anstellung im Atelier von Hans Poelzig und wurde am Projekt Haus des Rundfunks beteiligt, mit dessen Bau im Mai begonnen worden war. Ab September 1930 war Karl Otto erneut für Ludwig Mies van der Rohe tätig. Er arbeitete an den Planungen für den Neubau der Färberei der VerSeid AG in Krefeld mit und darüber hinaus an einem Wettbewerb für ein Golfclubhaus, ebenfalls in Krefeld. Ab 1931 machte sich Karl Otto als Architekt selbstständig.
1931 übertrug Ludwig Mies van der Rohe Karl Otto zusammen mit Mia Seeger die technische Leitung der im Rahmen der Deutschen Bauausstellung Berlin vom 9. Mai bis 2. August 1931 gezeigten Abteilung „Die Wohnung unserer Zeit“, die Mies verantwortete. Darüber hinaus konnte Karl Otto gemeinsam mit Jan Ruhtenberg mit der Gestaltung einer Musterwohnung einen eigenen Beitrag zur Ausstellung leisten. Von Oktober bis Mitte Dezember 1931 arbeitete Otto erneut für Hans Poelzig an dessen Wettbewerbsentwurf für den Palast der Sowjets in Moskau mit.
Im Juni 1932 übersiedelte Karl Otto nach Mannheim, wo er zusammen mit seinem Studienfreund Wilhelm Pabst ein Architekturbüro betrieb und hauptsächlich Privatwohnhäuser plante. 1932 wurde Karl Otto in den Vorstand des Deutschen Werkbundes gewählt, was, wie er an seine Eltern berichtete, „auf eine Initiative von Hans Poelzig und Martin Wagner zurückging, die junge Leute in der Leitung haben wollten“. Bereits im Jahr 1933 beendete Otto seine Tätigkeit in Mannheim und kehrte nach Berlin zurück, wobei er noch einige Projekte für Schulgebäude im Raum Berlin und in Mannheim realisieren konnte. Sein Baustil der Moderne, den er bevorzugte, war beim Machtantritt der Nationalsozialisten nicht mehr erwünscht, weswegen außer einigen Aufträgen von Privatpersonen keine existenzsichernden Bauaufträge mehr an Karl Otto vergeben wurden, denn nun sollte pompös, groß und wehrhaft im Stil des Neoklassizismus gebaut werden. Außerdem war seine Familie den Schikanen der neuen Machthaber ausgesetzt: Nach kurzzeitiger Verhaftung seiner Ehefrau wurde ihr die Approbation als Ärztin entzogen, der eigene Vater wurde wegen seiner politischen Haltung zwangspensioniert. Sein Schwiegervater emigrierte in die Schweiz.
1934 war Karl Otto erneut für Ludwig Mies van der Rohe tätig, der ihn an der Ausstellung Deutsches Volk – Deutsche Arbeit beteiligte. Auch für die Wettbewerbsarbeit um den Bau des Deutschen Pavillons für die Weltausstellung Brüssel 1935 wurde Otto von Ludwig Mies van der Rohe erneut als Mitarbeiter herangezogen.

### Tätigkeit im Reichsluftfahrtministerium
Ab dem 15. August 1935 fand Karl Otto zunächst eine Stelle als angestellter Referent im Reichsluftfahrtministerium, wo er ab April 1936 an Hallenbauten, Lazaretten und Siedlungsplanungen beteiligt war. Die Stellung war ihm durch den Architekten Ernst Sagebiel, ehemaliger Mitarbeiter Erich Mendelsohns, vermittelt worden. Die dortige Tätigkeit ermöglichte ihm, weiterhin als Architekt zu arbeiten und auch seine funktionalistische Auffassung zu vertreten. Von März bis Mai 1938 leistete Otto seine militärische Grundausbildung als Kanonier im Flakregiment  Döberitz ab. Im März 1939 wurde Otto zum beamteten Regierungsbaurat in der Inspektion für zivilen Luftschutz im Reichsluftfahrtministerium berufen und mit Wirkung zum 1. Januar 1943 zum Oberregierungsbaurat ernannt. Bis Dezember 1944 war er Gruppenleiter, danach wieder Referent und mit den Bereichen Siedlungsplanungen, städtische Arbeiten und Luftschutzräume für die Bevölkerung befasst. Karl Otto wurde zum Luftschutzexperten des Reichsluftfahrtministeriums und beschäftigte sich in diesem Zusammenhang mit der Verbindung von Luftschutz und Städtebau. Aus Gründen des nahenden Kriegsendes übersiedelte die Familie im März 1944 nach Altendorf im Kreis Gifhorn.

### Vom Ende des Zweiten Weltkrieges bis 1947: Internierung
Vom 17. April 1945 bis 20. März 1947 befand sich Karl Otto in US-amerikanischer Kriegsgefangenschaft in Lagern in Frankreich und Deutschland. Nach Ottos eigenen Angaben erfolgte „die Gefangenschaft aufgrund einer Namensgleichheit mit einem gesuchten Kriegsverbrechen-Verdächtigen“. Otto selbst gab in den Unterlagen zur Entnazifizierung zwar an, ab 1942 Anwärter auf eine NSDAP-Mitgliedschaft gewesen zu sein, diese sei jedoch nie eingetreten.

## Tätigkeit ab 1947

### Hannover
Nach der Entlassung aus der Kriegsgefangenschaft kehrte Karl Otto zu seiner Familie nach Brome zurück. Hier nahm er ab Juli 1947 seine Tätigkeit als freier Architekt wieder auf und arbeitete bis 1949 in Gemeinschaft mit seinem in Osnabrück tätigen ehemaligen Kommilitonen aus dem Seminar Poelzigs, Max H. Berling. Otto und Berling beteiligten sich an einer Reihe von Wettbewerben, ihre Entwürfe wurden jedoch bei keinem dieser Wettbewerbe prämiert.
Karl Otto plante schon vor dem Zweiten Weltkrieg, als Lehrer tätig zu werden. Wegen der schlechten Auftragslage nutzte er ab Ende 1948 die Möglichkeit, an der Staatsbauschule Oldenburg eine Dozentur anzutreten. 1950 bewarb er sich erfolgreich um die Stelle des Direktors der Meisterschule für das gestaltende Handwerk in Hannover, auf die er am 18. August 1950 berufen wurde.
Während seiner Tätigkeit als Direktor der 1952 in Werkkunstschule umbenannten Lehreinrichtung arbeitete Karl Otto auch weiterhin als freier Architekt, nahm an Architekturwettbewerben teil, entwarf Möbel und richtete zahlreiche Ausstellungen aus. 1951 gestaltete er mit Konstanty Gutschow die Abteilung Städtebau und Ortsgestaltung auf der Constructa in Hannover. 1953 konzipierte er die Sonderschau formgerechter Industrieerzeugnisse auf der Hannover Messe und im selben Jahr die Internationale Tapetenausstellung in Darmstadt sowie die Ausstellung raum – form – farbe, die Arbeiten der Werkkunstschule Hannover präsentierte. Die prominenteste Ausstellung, die unter Karl Ottos Leitung durchgeführt wurde, war jedoch Die Stadt von morgen im Rahmen der Interbau Berlin 1957, in deren leitenden Ausschuss er 1955 berufen worden war.
Neben der Lehrtätigkeit nahm Karl Otto auch an mehreren Architektur-Wettbewerben teil und projektierte einen dringend notwendigen Neubau für die Werkkunstschule, der am Maschsee in Hannover entstehen sollte, jedoch nicht zur Ausführung kam. Umgesetzt wurde während der Tätigkeit in Hannover nur ein Projekt, die Gebäude der Leibnizschule und der Werner-von-Siemens-Mittelschule, die auf einem gemeinsamen Gelände an der Röntgenstraße in Hannover-Wittekamp (List) entstanden. Diese Gebäude sind Bestandteil einer Reihe von Schulbauten, die Karl Otto errichtete. Der Schulbau entwickelte sich zum bestimmenden Thema in seinem architektonischen Schaffen.
Ab 1948 gehörte Karl Otto dem wiedergegründeten Deutschen Werkbund an und war 1954 Gründungsmitglied des Rates für Formgebung. 1974 trat er aus dem Deutschen Werkbund aus, weil er dessen zunehmende Politisierung, besonders in Berlin, ablehnte.

### Zurück in Berlin
Nachdem Karl Hofer am 23. März 1955 als Direktor der Hochschule für bildende Künste Berlin (seit den 1980er Jahren Universität der Künste Berlin) zurückgetreten und kurz darauf am 3. Mai 1955 verstorben war, wurde ein geeigneter Nachfolger gesucht. Im Oktober 1955 berief der Senat von Berlin Karl Otto auf diesen Posten. Der Berufung war eine heftige Auseinandersetzung um die Besetzung der vakanten Direktorenstelle vorausgegangen, die sich zu einer Entscheidung zwischen Hans Scharoun und Otto entwickelte. Dass die Entscheidung zu Gunsten Ottos ausfiel, stieß bei den Studenten auf großen Widerstand, da sie Otto mangelnde Kompetenz für dieses Amt aufgrund seiner geringen Erfahrung im praktischen Bauen vorwarfen und ihn mittels Flugblättern, Briefen und Telegrammen diffamierten. Gleichzeitig mit seiner Berufung wurde Otto zum Ordentlichen Professor für Architektur ernannt. Die Auseinandersetzungen mit der Studentenschaft wurden durch eine vom Lehrkörper verfasste Loyalitätserklärung und Ottos Angebot einer öffentlichen Gesprächsrunde an die Studenten am 3. November 1955 beigelegt.
In der Berliner Hochschullandschaft engagierte sich Otto besonders auf organisatorischem Gebiet, er wurde Mitbegründer des Schulbauinstituts der deutschen Länder, entwarf ein Reorganisationsprogramm für die Hochschule der Künste und gründete den Lehrstuhl für Manufakturelle Formgebung an dieser Hochschule.
Außerdem war er Mitglied im Bund Deutscher Architekten (BDA), im Deutschen Werkbund, im Rat für Formgebung sowie später Vorsitzender des Wissenschaftlichen Beirats des deutschen Schulbauinstituts. Praktische Arbeiten leistete er 1957 im Leitenden Ausschuss der Interbau in der Abteilung Die Stadt von morgen und 1960 in der deutschen Abteilung der Triennale in Mailand. Über seine Lehrtätigkeit hinaus erkannte Otto auch die Verantwortung des Menschen für die Erhaltung der Natur und trat als Mitorganisator eines 1959 veranstalteten Kongresses Die große Landzerstörung an die Öffentlichkeit.
Eine längere Studienfahrt in die USA im Frühjahr 1961 gab den Anstoß, auch in Deutschland verstärkt über die Plattenbauweise nachzudenken, die Zielsetzung der Studienreise lautete „Kennenlernen der Formgebung industriell hergestellter Serienerzeugnisse und der Entwicklung vorgefertigter Bauteile im amerikanischen Bauwesen“ zusammen mit der Besichtigung damaliger neuester Bauten. Weitere Auslandsaufenthalte und Vortragstätigkeiten brachten ihn darüber hinaus nach London, Glasgow, Tokyo, Graz und Chicago.
Zwischen 1960 und 1968 organisierte Karl Otto – vor allem unter dem Aspekt, Kunst und Architektur langfristig enger zusammenzuführen – einen internen Wettbewerb der Kunsthochschule mit dem Titel Architektur und bildende Kunst unter den Studenten der höheren Semester, der konkrete Vorgaben erhielt. Es ging um:
- Sitzplatz im Hansaviertel (Wintersemester 1960/1961)
- Kleines Café in Pichelswerder (Wintersemester 1961/1962)
- Gemeindezentrum Britz / Buckow / Rudow (Wintersemester 1962/1963)
- Friedhofskapelle (Wintersemester 1963/1964)
- Pavillon auf dem Rathenauplatz in Hamburg (Wintersemester 1964/1965)
- Tanzpavillon (Wintersemester 1965/1966)
- Neugestaltung des Ruinengeländes an der Westseite der HfBK (Wintersemester 1966/1967)
- (ohne konkrete Themenvorgaben) Erstmals waren in der Jury jedoch auch Studenten vertreten und die Zielsetzung lautete, das Objekt soll technisch machbar sein und gegebenenfalls auf der Weltausstellung in Osaka 1970 gezeigt werden (Wintersemester 1967/1968).

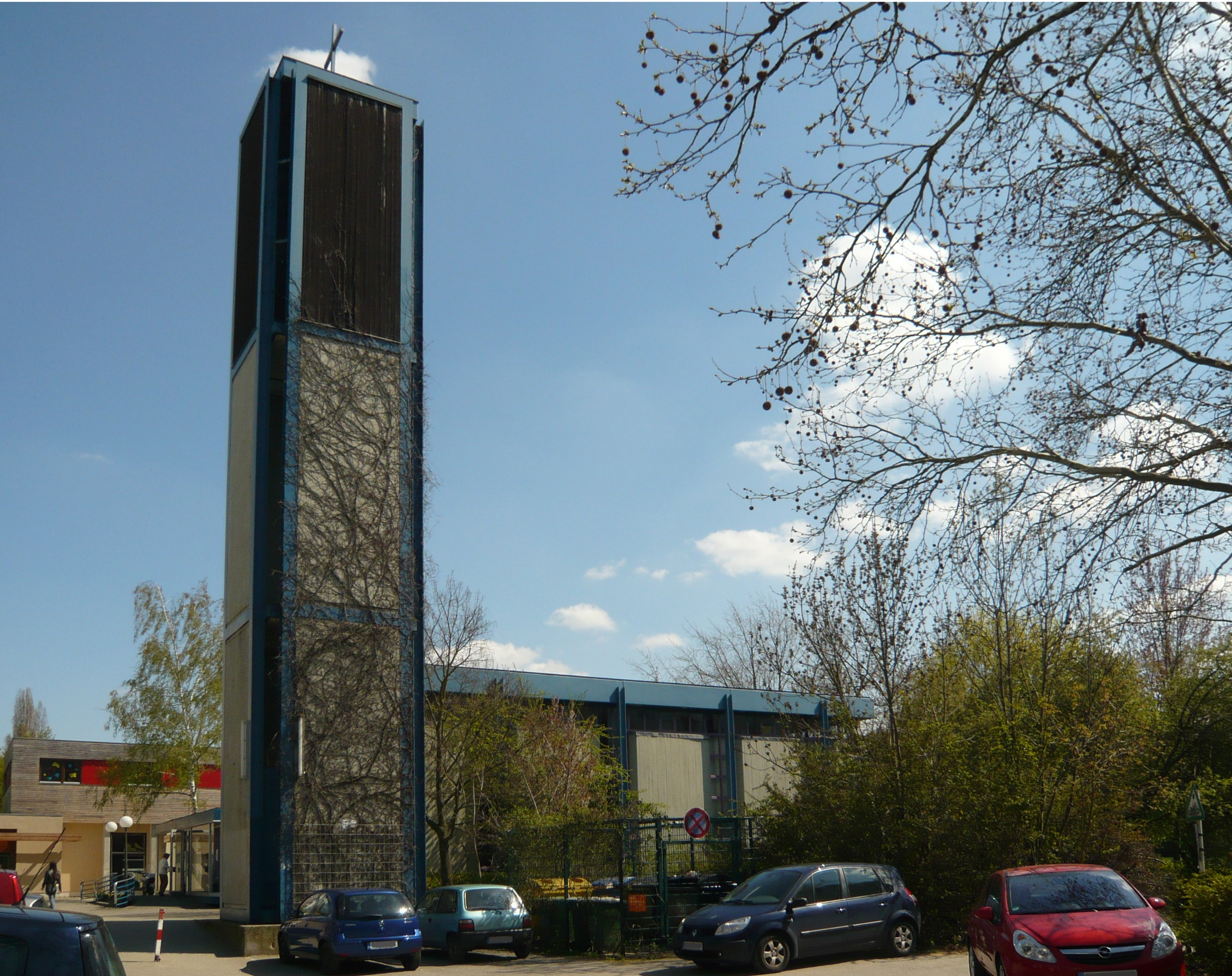
Die Martin-Luther-King-Kirche, erbaut nach Entwürfen von Karl Otto

Die Resonanz ließ im Laufe der Jahre nach, außerdem handelte es lediglich um Studienprojekte, die also nicht zur Ausführung gelangten. So wurde 1969 dieser Wettbewerb wieder eingestellt und damit war auch ein erster Versuch einer Annäherung an Bauhausprinzipien fehlgeschlagen.
Trotz der umfangreichen Verwaltungstätigkeit fand Karl Otto noch Zeit, eigene Architekturpläne zu verfolgen, er betrieb zu diesem Zweck ein Büro in der Wielandstraße 13 in Berlin-Charlottenburg. Im Jahr 1967 erhielt er von der evangelischen Gemeinde Martin-Luther-King in Berlin-Gropiusstadt, Johannisthaler Chaussee, den Auftrag für den Neubau eines Komplexes aus einem Gotteshaus, einem Gemeindehaus, einem Pfarrhaus, einer Kindertagesstätte sowie einem Schwesternwohnheim. Seine realisierten Baupläne bestehen aus drei Grundelementen – einem Stahlskelett, Stahlbetonwandfeldern und Fensterbänder. Die feierliche Einweihung fand in Ottos Gegenwart am 25. April 1968 statt.

## Nach der Pensionierung 1969
Ab Mitte der 1960er Jahre mehrten sich gesundheitliche Probleme, weswegen sich Karl Otto entschloss, 1969 in den vorgezogenen Ruhestand zu gehen. Zur Erholung zog er sich ab August 1969 in den Schwarzwald zurück. Einer seiner wichtigsten Ratschläge aus der Direktorentätigkeit – „Schafft eine Gesamthochschule der Künste“, in welcher auch Musikschulen aufgehen sollten, wurde schließlich 2002 mit der Bildung der Universität der Künste umgesetzt.
Er trat aber weiterhin als Referent bei Tagungen auf und vertrat dort immer wieder seine verschiedenen Schulideen, sowohl was eine standardisierte Bauweise betrifft als auch die Lehrinhalte wie im Januar 1971 bei der Fachtagung des Rationalisierungs-Kuratoriums der Deutschen Wirtschaft: Flexibilität und Mobilität im Schulbau. 1970 aktivierte er sein Architekturbüro und war hier u. a. mit der Planung und dem Neubau des Gesamt-Oberschule-Mittelstufenzentrums Egelpfuhl in Berlin-Spandau sowie der Projektierung einer Ingenieurschule in Ravensburg befasst.

## Persönliches und Familiäres
Karl Otto heiratete am 6. August 1931 die Medizinerin Charlotte geb. Liebknecht (* 21. Mai 1905, † 12. November 1994), Tochter des Juristen Theodor Liebknecht, Nichte von Karl Liebknecht und Cousine von Ottos Studienfreund Kurt Liebknecht. Im Jahr 1941 wurde ihre Tochter Jutta-Ingeborg geboren, die nach dem Abitur ebenfalls Architektur studierte und zwar zunächst an der Technischen Universität Berlin, dann nach dem Umzug der Familie an der Technischen Hochschule Darmstadt und ab 1966 an der Technischen Hochschule München, wo sie auch ihr Diplom erwarb.

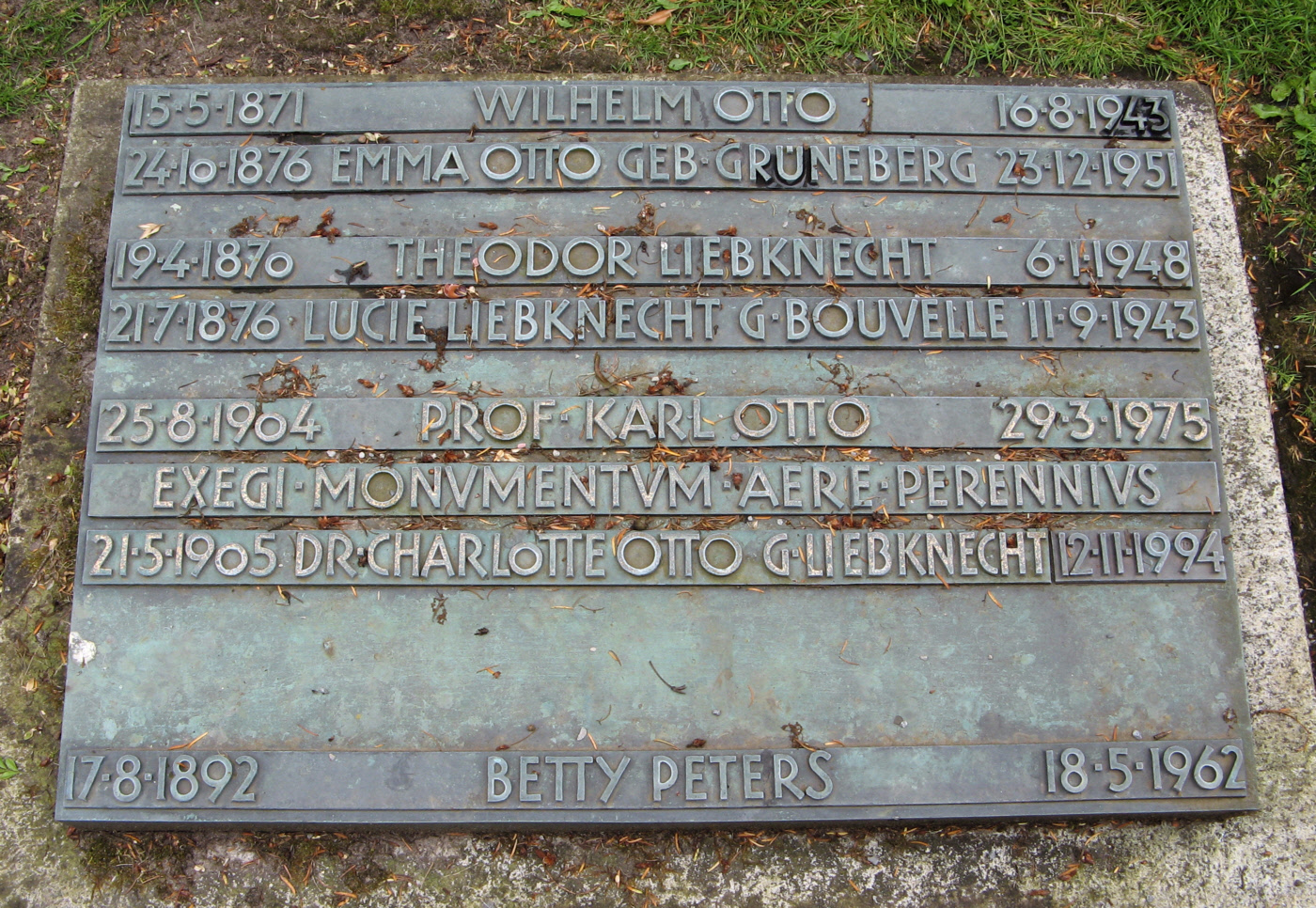
Grabplatte von Karl Otto auf dem Stadtfriedhof Engesohde, Hannover

Während seiner Tätigkeit als Direktor der Berliner Hochschule der Künste machte Karl Otto mehrfach Familienurlaub im Ausland, beispielsweise in Tirol. Zwischen 1964 und 1969 benötigte er regelmäßige Kuren, die er in Braunlage, in Bad Wörishofen und Bad Orb absolvierte. Trotzdem belastete ihn seine Tätigkeit zunehmend, so dass seiner Bitte auf vorzeitige Pensionierung zu seinem 65. Geburtstag stattgegeben wurde. Der Senator für Wissenschaft und Kunst, Werner Stein, hatte für das Jahr 1975 als öffentliche Ehrung für Ottos Lebenswerk die Verleihung des Großen Verdienstkreuzes des Verdienstordens der BRD geplant, was durch den plötzlichen Tod von Karl Otto nicht mehr zustande kam.

## Weitere realisierte Bauten
- Eigenheime in Kiel und Mannheim[26]
- Siedlungsprojekte[26]

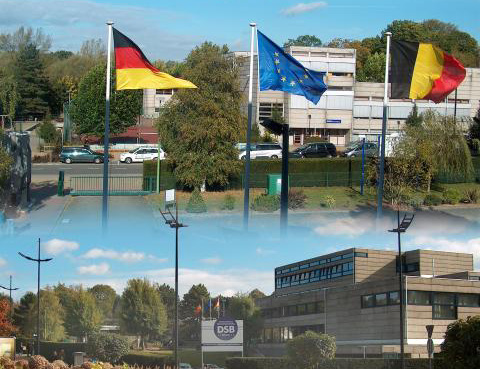
Zwei Ansichten der internationalen Deutschen Schule Brüssel

- Leibniz-Gymnasium in Hannover (1952)[26]
- Werner-von-Siemens-Mittelschule (Realschule) in Hannover (1952)
- Höhere Wirtschaftsfachschule in Pforzheim (1962), heutige Hochschule Pforzheim[26]
- Neubau für die Gewerbeschule für Kraftfahrzeug- und Flugzeugbau[26] in Hamburg, Hammerweg 9 (1965–1967), im 21. Jhd. Staatliche Gewerbeschule Kraftfahrzeug- und Flugzeugtechnik (G9)[27]
- Im Auftrag des Berliner Senats-Baudirektors plante er 1967 die Deutsche Schule in Brüssel, die 1970 eingeweiht werden konnte.[26] Hier arbeitete Otto erstmals bei einem Schulneubau mit einem Fertigteilprogramm, dem System Brockhouse.
- Elektrotechnische Fakultät der Technischen Hochschule Braunschweig (1968)[26] 
Es handelt sich um ein fünfachsiges Hochhaus mit Fertigteilfassade aus Stahlbeton, das auf schrägen Stelzen steht.

## Veröffentlichungen
Neben einigen Beiträgen für die Tagespresse, zahlreichen Vorträgen und Fachartikeln wie Zur Situation der Künste im technischen Zeitalter, Werkerziehung als Teil der Kunsterziehung in den Schulen sind folgende Publikationen von Karl Otto erschienen:
- Zur Entwicklung der Hochschule für bildende Künste Berlin, 1956[28]
- Die Stadt von morgen, Berlin 1959[29]
- Schulbau (1961) (1. Auflage) in der Reihe Bauen und Wohnen; 1963 (2. Auflage in Deutsch und Englisch)
- Industrial Design in USA (1963; Industrielle Formgebung in den USA: Berichte über die Reise einer Berliner Studiengruppe), Berliner Industriebank (Hrsg.)
- Schulbau, Band II (1964)
- Die deutsche Kunsthochschule (1970)[26]

## Namensvettern
Das Matrikelbuch der Akademie der Bildenden Künste München verzeichnet für den Zeitraum 1854 bis 1855 einen Kunststudenten Karl Otto (* 1831), dessen Vater Schuhmacher war und aus Osterode bei Hannover stammte.
Im Architekturmuseum der Technischen Universität Berlin befinden sich zwei Projektblätter eines Karl Otto aus der Königlich Technischen Hochschule Berlin, der demzufolge Ende des 19. Jahrhunderts in Berlin aktiv war.
Ein als „Kriegsfischkutter“ bezeichnetes Schiff lief 1943 als deutsches Marineboot vom Stapel. Nach seinem Einsatz in dänischen Diensten von 1945 bis 1947 wurde es Eigentum des Kapitäns Karl Otto. Dieser ließ es zu einem Fischkutter umbauen und auf seinen eigenen Namen Kapitän Karl Otto taufen (1949). – Der hier beschriebene Architekt und Hochschullehrer diente in allen Fällen nicht als Namensgeber und war auch nicht mit dem Schiffer verwandt.